# Greer Grammer
Kandace Greer Grammer (Los Ángeles, California, 15 de febrero de 1992) es una actriz estadounidense. Es conocida por interpretar a Lissa Miller en Awkward.

## Biografía
Grammer nació en California, es hija del actor Kelsey Grammer y la maquillista Barrie Buckner. Tiene cinco medio hermanos por parte de su padre: Mason, Faith, Jude, Gabriel y la también actriz Spencer Grammer. Aunque nació en Los Ángeles, fue criada en Malibú por su madre. Fue llamada así en honor a la actriz Greer Garson.
Su interés por el teatro surgió a una edad temprana, participando en varias obras de teatro desde los cinco años, antes de competir en certámenes como adolescente. Anteriormente asistió a la Idyllwild Arts Academy durante dos años, recibiendo formación en el marco de su programa de teatro.
Se graduó de la Universidad del Sur de California en junio de 2014, como un título teatro. También un miembro de la hermandad Kappa Kappa Gamma.
Fue nombrada como señorita Globo de Oro en la 72.ª entrega de los Premios Globo de Oro.

### Carrera
Grammer obtuvo su primera oportunidad al aparecer como estrella invitada en un episodio de iCarly en 2010.
En 2011, fue elegida como Lissa Miller en la serie de comedia de MTV Awkward, apareciendo de forma recurrente durante las dos primeras temporadas y siendo promovida al elenco principal a partir de la tercera temporada. En 2015, apareció como estrella invitada en Melissa & Joey interpretando a McKenna durante tres episodios.
En junio de 2015 se dio conocer que Grammer protagonizaría la película original de Lifetime Manson's Lost Girls que sería estrenada en 2016. En julio de 2015, se anunció que interpretaría a Summer Roberts en The Unauthorized O. C. Musical, una adaptación teatral del episodio piloto de The O. C.
También protagonizó las películas independientes Almost Kings, Chastity Bites y An Evergreen Christmas.

## Filmografía
| Cine       | Cine                   | Cine               | Cine                                                         |
| Año        | Película               | Rol                | Notas                                                        |
| ---------- | ---------------------- | ------------------ | ------------------------------------------------------------ |
| 2010       | Almost Kings           | Sasha              |                                                              |
| 2012       | Chastity Bites         | Nicole             |                                                              |
| 2014       | Life Partners          | Mia                |                                                              |
| 2014       | An Evergreen Christmas | Annabelle          |                                                              |
| 2016       | Emma's Chance          | Emma               |                                                              |
| 2016       | Altitude               | Sadie              |                                                              |
| 2018       | Burning at Both Ends   | Juliet             |                                                              |
| Televisión |                        |                    |                                                              |
| Año        | Título                 | Rol                | Notas                                                        |
| 2010       | iCarly                 | Tancy              | 1 episodio                                                   |
| 2011-2016  | Awkward                | Lissa Miller       | Elenco recurrente (temps. 1-2) Elenco principal (temps. 3-5) |
| 2015       | Melissa & Joey         | McKenna Cederstrom | 3 episodios                                                  |
| 2016       | Manson's Lost Girls    | Leslie Van Houten  | Película para televisión                                     |
| 2016       | Cupcake Wars           | Ella misma         | Episodio: "Celebrity: Cupcakes in Space"                     |
| 2016       | Rush Hour              | Destiny Lamb       | Episodio: "Knock, Knock... House Creeping!"                  |
| 2016       | Deadly Sorority        | Samantha Blake     | Película para televisión                                     |
| 2016–17    | The Middle             | April              | Recurrente, 6 episodios                                      |